# Giochi delle scienze sperimentali
I giochi delle scienze sperimentali sono giochi rivolti ai ragazzi frequentanti l'ultimo anno della scuola secondaria di I grado.
Sono organizzati dall'Associazione nazionale insegnanti di scienze naturali (ANISN) di cui è responsabile nazionale Paola Bortolon.
Sono strutturati in tre fasi:
- prova d'istituto, della durata di 50 minuti
- prova regionale, della durata di 70 minuti

Consistono in prove scritte formate da domande a scelta multipla o aperta riguardanti diversi argomenti scientifici. I quesiti, indipendenti l’uno dall’altro, sono volti ad accertare la capacità di analizzare, interpretare e selezionare informazioni su vari aspetti delle conoscenze scientifiche e di utilizzare procedure trasversali e strumenti logici e matematici per individuare o proporre corrette soluzioni.
Nelle varie sezioni, lo studente può rispondere correttamente anche se la tematica proposta non è stata o è stata minimamente trattata in ambito scolastico.
- Prova nazionale

La prova nazionale consiste in prove pratiche che consentano di individuare i ragazzi che, oltre alle conoscenze, rivelano abilità operative e procedurali.

## Ultime edizioni

### Edizione 2018
| Posizione | Studente           | Regione | Punteggio |
| --------- | ------------------ | ------- | --------- |
| 1         | Matteo Rausa       | Puglia  | 23,50     |
| 2         | Biolcati Cristian  | Veneto  | 23,35     |
| 3         | D'Angela Francesco | Puglia  | 22,60     |
| 4         | Trotta Miriam      | Puglia  | 22,45     |
| 5         | Bordignon Lorenzo  | Veneto  | 22,10     |

### Edizione 2017
| Posizione | Studente                  | Regione               | Punteggio |
| --------- | ------------------------- | --------------------- | --------- |
| 1         | Poda Margherita           | Trentino-Alto Adige   | 87        |
| 2         | Parolin Alessia           | Veneto                | 85        |
| 3         | Scaringella Luigi         | Puglia                | 84        |
| 4         | Clermont Filippo          | Valle D'Aosta         | 79        |
| 4         | Lissia Sofia              | Sardegna              | 79        |
| 4         | Labella Mariangela        | Basilicata            | 79        |
| 7         | Ferrillo Chiara           | Emilia-Romagna        | 78        |
| 8         | Finelli Ludovica Vittoria | Toscana               | 77        |
| 8         | Mascarin Giacomo          | Friuli-Venezia Giulia | 77        |
| 10        | Di Nella Francesca        | Basilicata            | 76        |

### Edizione 2016
| Posizione | Studente             | Regione               | Punteggio |
| --------- | -------------------- | --------------------- | --------- |
| 1         | Cardinale Jacopo     | Piemonte              | 74        |
| 2         | Pilia Francesca      | Sardegna              | 71        |
| 3         | Zizola Monica        | Veneto                | 70        |
| 4         | Guidolin Claudia     | Veneto                | 69        |
| 5         | Leandrini Giacomo    | Marche                | 68        |
| 6         | Ho Van Sang          | Friuli-Venezia Giulia | 67        |
| 6         | Casertano Samuele    | Toscana               | 67        |
| 8         | Vitali Mosè          | Puglia                | 66        |
| 9         | Michelangeli Lorenzo | Lombardia             | 65        |
| 10        | Usai Caterina        | Lazio                 | 64        |

### Edizione 2015
| Posizione | Studente             | Regione               |
| --------- | -------------------- | --------------------- |
| 1         | Donisi Emma          | Veneto                |
| 2         | Fonda Marcello       | Friuli-Venezia-Giulia |
| 3         | Tagliapietra Lorenzo | Piemonte              |
| 4         | Filomena Lorenzo     | Marche                |
| 4         | Ferrucci Edoardo     | Umbria                |

### Edizione 2014
| Posizione | Studente              | Regione  | Punteggio |
| --------- | --------------------- | -------- | --------- |
| 1         | Bertola Tommaso       | Veneto   | 113       |
| 2         | Moscardelli Francesco | Toscana  | 104,5     |
| 3         | Ferrero Giorgio       | Piemonte | 104       |
| 4         | Collavini Matteo      | Lazio    | 103,5     |
| 5         | Poletto Giampietro    | Veneto   | 101,5     |